# Ajailate (distrito)
Ajailate (em árabe: العجيلات; romaniz.: Ajaylat) foi um distrito da Líbia. Foi criado 1983, durante a reforma daquele ano, mas teve uma efêmera existência, pois, na reforma de 1987 foi abolido e seu território foi absorvido pelos distritos vizinhos.